# Primera batalla de la carretera de La Coruña
La Primera batalla de la Carretera de La Coruña (también denominada como la Ofensiva de Pozuelo) se libró a finales de noviembre de 1936 al sur de Pozuelo (Madrid) durante la guerra civil española. La batalla comienza el 29 de noviembre de 1936 y finaliza el 2 de diciembre del mismo año.

## Antecedentes
Tras fracasar las tropas sublevadas en su intento de ocupar Madrid por la Ciudad Universitaria a través de la Casa de Campo durante noviembre de 1936, la situación táctica de las unidades de dicho sector era pésima, debido a que tenían al descubierto todo el flanco izquierdo, sector de Pozuelo, desde donde los republicanos realizaban ataques sobre la Casa de Campo para aislar a las tropas de la Ciudad Universitaria.
Para evitar esta amenaza, el bando rebelde planeó una ofensiva sobre Pozuelo que llegaría a la carretera de La Coruña a la altura de Aravaca y que dominase todo el cauce izquierdo del río Manzanares. 

## Las fuerzas en combate

### Bando sublevado
Para dicha acción los franquistas crearon tres columnas y una agrupación de artillería, que estarían todas al mando del coronel García Escámez: 
- Columna de Caballería, al mando del teniente coronel Marcelino Gavilán y formada por siete escuadrones y un pelotón de zapadores.
- Columna de Ventorro del Cano, mandada por el teniente coronel Siro Alonso y formada por seis batallones, cuatro baterías ligeras, dos compañías de carros y una compañía de zapadores.
- Columna de la Casa de Campo, mandada por el teniente coronel Maximino Bartomeu, con cuatro batallones, dos baterías ligeras, una sección de carros y una sección de zapadores.
- Grupo de Artillería de acción de conjunto, formada por cinco baterías.

La columna de Siro Alonso era la que debía de hacer el esfuerzo principal, atacando Pozuelo desde la carretera de Boadilla del Monte a Madrid, ocupando dicha localidad y Aravaca. La columna de Gavilán cubriría su flanco izquierdo, avanzando también desde la carretera de Boadilla, y la columna Bartoméu apoyaría el ataque principal atacando desde la Casa de Campo hacia Húmera. En total eran unos 7.000 hombres, todas tropas africanas (regulares y legionarios).

### Fuerzas republicanas
Por parte republicana, Pozuelo y su sector era defendido por la 3.ª Brigada del comandante José María Galán, la cual tuvo una destacada actuación en la batalla de Madrid. Estaba formada por unos 3200 hombres y contaba con una pieza de artillería y un antitanque

## Ataque rebelde
El día 29 de noviembre los sublevados inician el ataque, sorprendiendo a los republicanos y llegando a las puertas de Pozuelo tras un avance de la columna de Siro Alonso de unos 5 kilómetros. El ala izquierda de Gavilán cubre todo el flanco de la columna principal, y la columna Bartoméu avanza al sur de Húmera. Ya al final del día, las tropas rebeldes se ven frenadas frente a Pozuelo y Húmera. 
Debido a la magnitud del ataque, el 30 de noviembre la 3.ª Brigada se ve reforzada por cuatro batallones (un total de 2000 hombres), uno de ellos internacional. Mientras, las tropas sublevadas atacan sin éxito en el sector, cesando momentáneamente en la ofensiva, al producirse el 1 de diciembre un ataque republicano sobre la Casa de Campo. El día  2 de diciembre los republicanos, apoyados por carros, recuperan territorio al sur de Pozuelo. El 3 los rebeldes vuelven al ataque, presionando ahora sobre Húmera, pero no obtienen ningún éxito. Agotadas las posibilidades de explotar un éxito, se dio por finalizada la ofensiva.

## Consecuencias
La 3.ª Brigada, la única que sufrió el ataque, resistió muy bien la superioridad numérica y la abrumadora fuerza artillera, pero quedó muy quebrantada tras la ofensiva y tuvo que ser retirada del frente. Su jefe, José María Galán, fue herido leve y sustituido por el capitán Emeterio Jarillo.
La defensa se apoyó sobre todo en las casas y las colonias de verano de la zona de Pozuelo. Martínez Bande hace referencia a una extensa red de fortificaciones de forma exagerada, ya que el frente se había situado en torno a Pozuelo hacía menos de un mes. El esfuerzo principal de fortificación se realizó en noviembre en la misma ciudad de Madrid y Pozuelo era lugar de ataque y no de defensa; debieron existir trabajos de atrincheramiento, y alguna que otra fortificación, además de nidos de ametralladoras.
El ataque franquista finaliza con un fracaso al detenerse la ofensiva ante el contraataque de la Casa de Campo. La necesidad, no obstante, de defender ese flanco hará que a mediados de diciembre los rebeldes inicien otro ataque, la segunda batalla de la carretera de La Coruña.